# Ai Noom Gangnam
Ai Noom Gangnam (titre international A Man Will Rise) est un film d'action thaïlandais réalisé par Tony Jaa et Vitidnan Rojanapanich, partiellement tourné au printemps 2013 mais resté inachevé (à la suite du conflit opposant Tony Jaa et les producteurs auxquels il était lié par contrat pendant 10 ans).

## Distribution
- Tony Jaa
- Dolph Lundgren
- Conan Stevens
- Byron Gibson
- Damian Mavis
- David Ismalone
- Manel Soler
- Russell Geoffrey Banks
- Leigh Barwell
- Jakkrit Kanokpodjananon
- Alexandra Merle